# Gerald Oliver Smith
Gerald Oliver Smith est un acteur d'origine anglaise né le 26 juin 1892 à Sidcup et mort le 28 mai 1974 à Woodland Hills (Los Angeles), en Californie.

## Biographie
Il commence sa carrière en 1916 à Broadway et joue dans des comédies et dans deux comédies musicales de George Gershwin : Lady, Be Good (1924) et Pardon My English (1933). Au cinéma, il tient de petits rôles dans des films muets, comme The Mysterious Miss Terry, en 1917, puis dans de courts films musicaux à partir de 1930 et des comédies musicales : en 1937 When You're in Love (Le cœur en fête) (avec Cary Grant et 100 Men and a Girl ; en 1941 Puddin'Head. Il joue aussi dans un certain nombre de films, sans toujours apparaître au générique, comme, en 1940, Pride and Prejudice de Robert Z. Leonard où il joue le colonel Fitzwilliam, en 1944 Jane Eyre de Robert Stevenson et National Velvet (Le Grand National). Il fait quelques apparitions à la télévision à partir de 1952 et jusqu'en 1956.

## Filmographie partielle
- 1937 : Behind the Mike de Sidney Salkow
- 1945 : Suzy des bas-fonds (Sunbonnet Sue) de Ralph Murphy